# Syria (cantante)
Syria (Roma, 26 de febrero de 1977) es una cantante italiana. que se dio a conocer después de ganar la sección de nuevos valores del Festival de San Remo.

## Discografía

### Álbumes
- 1996 - Non ci sto
- 1997 - L'angelo
- 1998 - Station Wagon
- 2000 - Come una goccia d'acqua
- 2002 - Le mie favole
- 2005 - Non è peccato
- 2008 - Un'altra me
- 2011 - Scrivere al futuro
- 2014 - Syria 10
- 2017 - 10 + 10

### EP
- 2009 - Vivo amo esco como Airys